# Hijbo Everdes de Boer

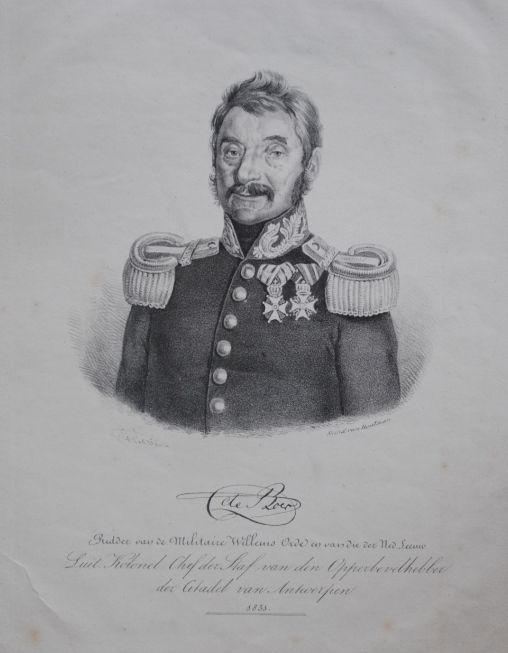

Jonkheer Hijbo Everdes de Boer (Emden, 10 februari 1776 - 30 januari 1838) was een Nederlands officier.

## Biografie
Hij was de zoon van Evert Hyben de Boer (1740-1782), zetschipper, en Foske Janssen (Duif) (1744-circa 1796). Hij trouwde in 1794 met Engel Bruhns Schmidt (geboren 1773). Ondanks een zeevaartopleiding trad hij op 15 juni 1795 in dienst bij het leger van de Bataafse Republiek, als soldaat bij het 4e Bataljon Jagers. Hij klom snel op in de rangen (twee maanden later was hij al foerier, in april was hij al sergeant), en nam deel aan verschillende campagnes, zoals die in Duitsland in 1796 en de Brits-Russische invasie in Noord-Holland in 1799. Hij wist zich in de Slag bij Bergen te onderscheiden, maar raakte zwaargewond. Het jaar daarop nam hij deel aan de campagne tegen Oostenrijk, alwaar hij in het gevecht bij Burg-Eberach wederom zich wist te onderscheiden. Vanwege zijn verdiensten werd hij in 1802 bevorderd tot 2e luitenant bij het 5e Bataljon Jagers. Met een detachement werd hij naar de kolonie Suriname gestuurd. In 1803  werd hij met zijn detachement ingezet om een opstand op Berbice neer te slaan. Hij werd datzelfde jaar door Britse troepen gevangen genomen en op transport gezet naar Groot-Brittannië, waarbij het transportschip voor de kust van Portugal verging en hij zwaargewond raakte.
Hij keerde al snel terug in Nederland en werd aangesteld als 2e luitenant bij het 2e Regiment Infanterie. Met dit regiment nam hij deel aan de campagnes in Duitsland in 1806 en 1807. Hiervan ontving hij enkele getuigschriften. In 1808 ontmoette hij generaal David Hendrik Chassé; dat jaar vertrok zijn regiment als onderdeel van de Hollandse Brigade naar Spanje, onder commando van Chassé. De Boer toonde wederom zijn moed en kunde in de gevechten bij Durango en Missa d'Ibor. Chassé voegde hem daarop toe aan zijn staf als ordonnans-officier. In 1812 werd hij eindelijk bevorderd tot eerste luitenant, maar het is door Chassé dat hij werd overgeplaatst naar het Franse 34ème Régiment d'Infanterie de Ligne dat hij kapitein wordt. Bij Col de Maja en de brug bij Bidaossa (waar hij gewond raakt) wist hij zich wederom te onderscheiden. Hij nam nog deel aan de campagne in Frankrijk in 1814, maar vanwege de omwenteling in Nederland verzocht hij om zijn ontslag. Hij keerde eind 1814 terug. Zijn eerste echtgenote was al eerder overleden; hij hertrouwde dat jaar met Rose Marie Heloise de Broyer (1793-1869). Uit het tweede huwelijk werden een dochter en een zoon geboren.
In februari 1815 werd De Boer aangesteld als kapitein-adjudant van generaal baron Chassé, die inmiddels ook diende in het Nederlandse leger. Chassé kreeg het bevel over de 3e Nederlandse Divisie, dat onderdeel was van het I Corps. Op 18 juni speelde deze divisie een belangrijke rol in de Slag bij Waterloo; ook in dit gevecht raakte De Boer gewond. Voor zijn inzet werd hij onderscheiden met de Militaire Willems-Orde. In 1817 werd hij bevorderd tot majoor. Kort na zijn huwelijk in 1826 werd hij adjudant in het 4e Groot Militair Commando. In 1830, bij het uitbreken van de Belgische Opstand, ging hij weer als officier van de staf van generaal Chassé op campagne. Voor zijn aandeel gedurende de belegering van de Citadel van Antwerpen werd hij onderscheiden met de Orde van de Nederlandse Leeuw, bevorderd tot luitenant-kolonel en bij KB van 2 februari 1833 verheven in de adelstand met de titel jonkheer. Chassé moest de Citadel opgeven en werd met zijn troepen krijgsgevangen gemaakt. In 1834 keerden de Nederlandse troepen terug. Chassé werd aangesteld als gouverneur van de vesting Breda, en De Boer werd bevorderd tot kolonel van de generale staf.
De Boer had al enkele jaren last van reumatiek, maar zijn gezondheid verslechterde zienderogen na zijn terugkeer. Uiteindelijk, na een langdurig ziekbed, overleed hij op 30 januari 1838. Hij werd begraven met militaire eer. De adellijke familie De Boer stierf uiteindelijk, met het overlijden van zijn dochter, in 1856 uit.